# Alopecosa raddei
Alopecosa raddei este o specie de păianjeni din genul Alopecosa, familia Lycosidae. A fost descrisă pentru prima dată de Simon, 1889. Conform Catalogue of Life specia Alopecosa raddei nu are subspecii cunoscute.